# Григорів (Чортківський район)
Гри́горів — село в Україні, у Монастириській міській громаді Чортківського району Тернопільської області. Розташоване на сході району. До 2020 року адміністративний центр Григорівської сільської ради. До села приєднано хутір Окопи.
Населення — 661 особа (2003).

## Походження назви
Назва походить, ймовірно, від імені першого поселенця — Григір.

## Історія
Перша писемна згадка — 1454.
На околиці Григорова виявлено давньоруське городище.
Діяли товариства «Просвіта», «Січ», «Луг», «Сільський господар», «Хліборобський вишкіл молоді».
Протягом 1962–1966 село належало до Бучацького району. 
12 червня 2020 року, відповідно до розпорядження Кабінету Міністрів України № 724-р «Про визначення адміністративних центрів та затвердження територій територіальних громад Тернопільської області» увійшло до складу Монастириської міської громади.
19 липня 2020 року, в результаті адміністративно-територіальної реформи та ліквідації Монастириського району, село увійшло до складу Чортківського району.

## Політика

### Парламентські вибори, 2019
На позачергових парламентських виборах 2019 року у селі функціонувала окрема виборча дільниця № 610700, розташована у приміщенні сільської ради.
Результати
- зареєстровано 459 виборців, явка 66,23%, найбільше голосів віддано за «Слугу народу» — 42,14%, за «Європейську Солідарність» — 9,70%, за Всеукраїнське об'єднання «Свобода» — 9,36%.[3] В одномандатному окрузі найбільше голосів отримала Алла Стечишин (самовисування) — 33,00%, за Ігоря Сопеля (Слуга народу) — 21,89%, за Миколу Люшняка (самовисування) — 20,54%[4].

## Населення

### Мова
Розподіл населення за рідною мовою за даними перепису 2001 року:
| Мова       | Кількість | Відсоток |
| ---------- | --------- | -------- |
| українська | 685       | 99.85%   |
| російська  | 1         | 0.15%    |
| Усього     | 686       | 100%     |

## Пам'ятки
Є церква Собору Пресвятої Діви Марії (1865; дерев'яна, реставрована 1987), капличка (1997).

## Пам'ятники
Споруджено пам'ятник воїнам-односельцям, полеглим у німецько-радянській війні (1967).
Встановлено пам'ятний хрест на честь скасування панщини, насипано символічну могилу УСС (1991).

## Соціальна сфера
Діють загальноосвітня школа І-ІІ ступенів, клуб, бібліотека, ФАП.

## Відомі люди

### Народилися
- Роман Каратницький - український громадський діяч в ЧСР, хорунжий легіону УСС, поручник УГА.
- громадський діяч у Великій Британії В. Крамар.

### Проживали
- фольклорист і етнограф Володимир Гнатюк.

## Галерея

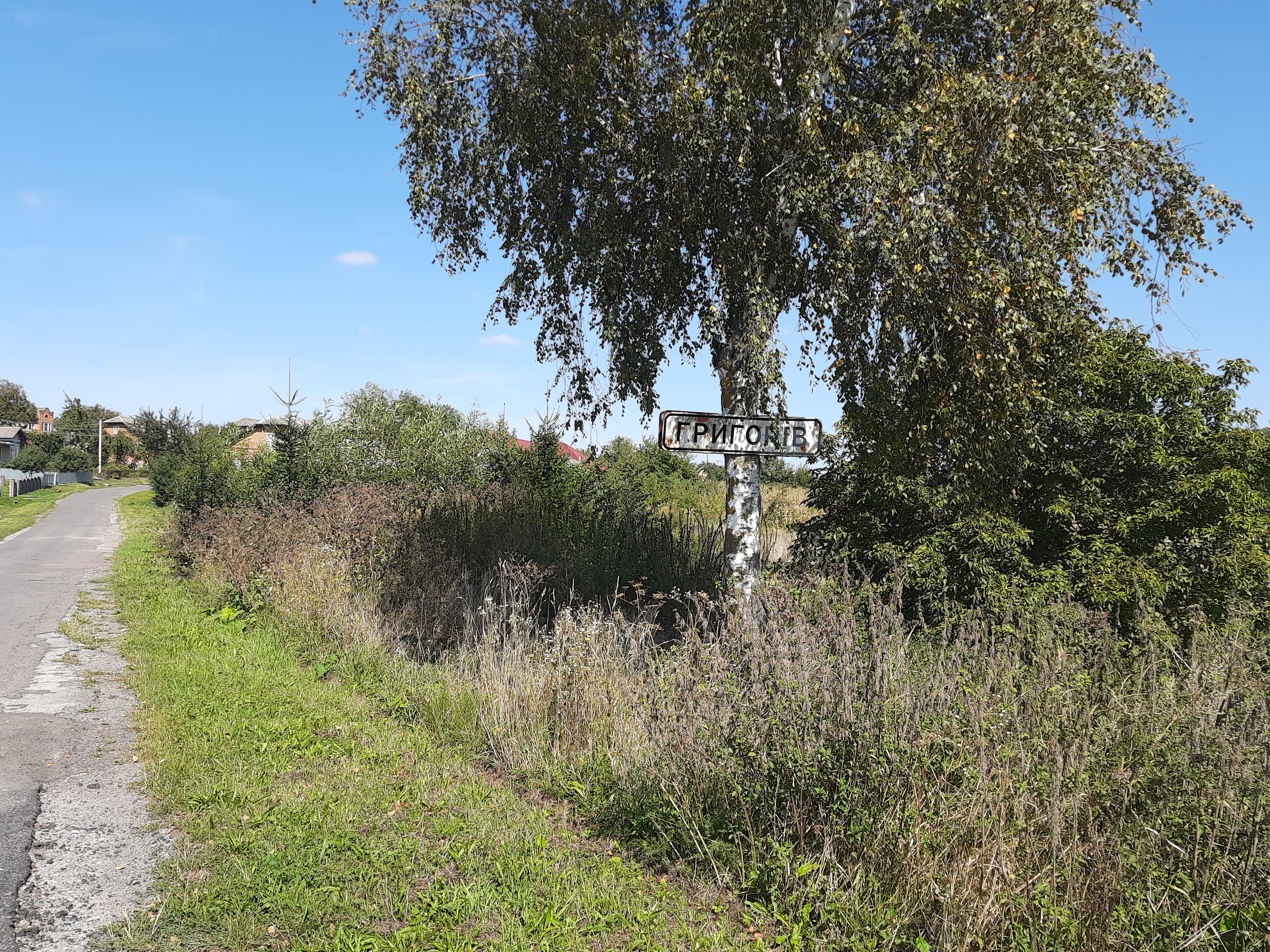
Знак при в'їзді в село
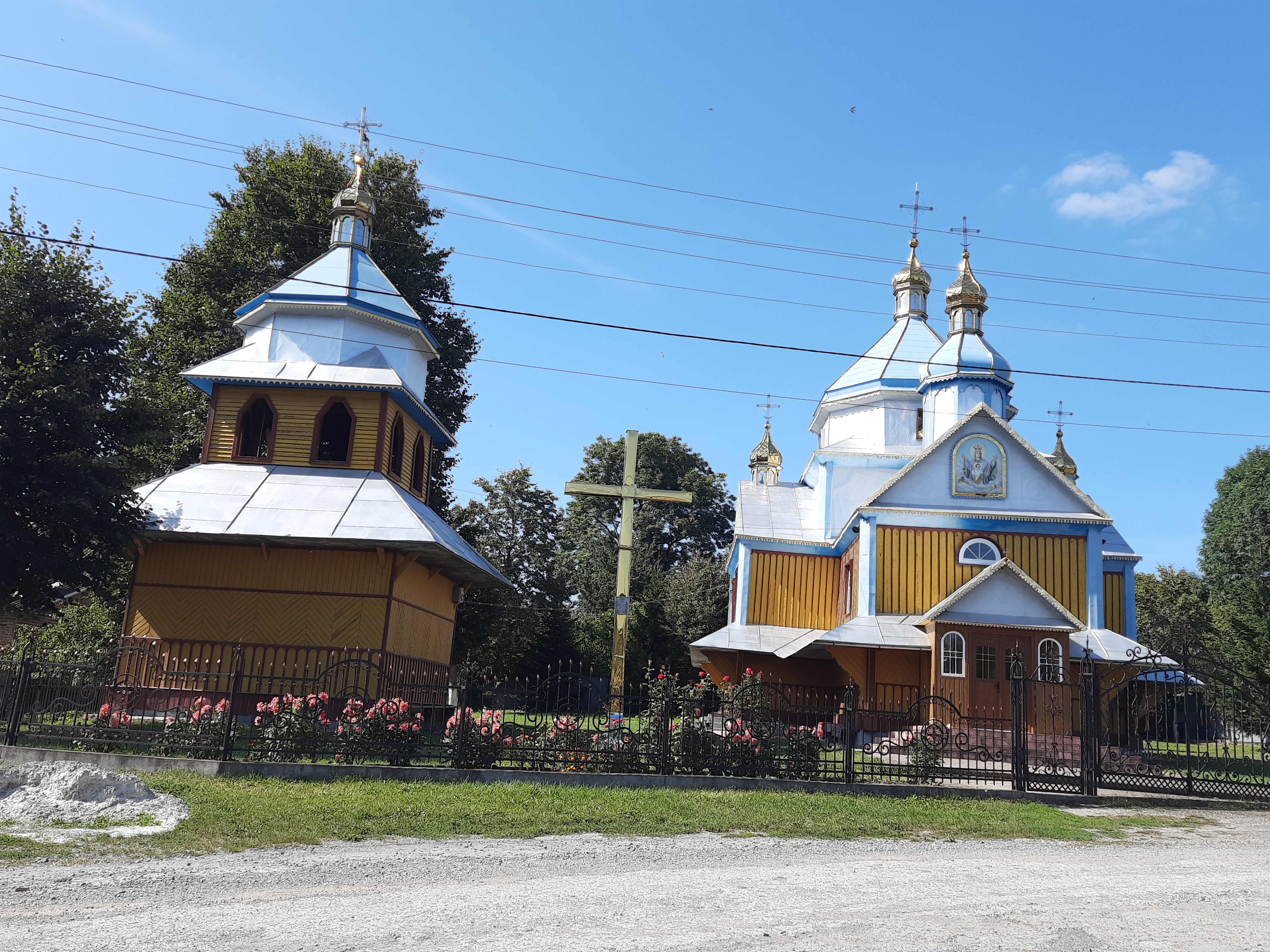
Церква Пресвятої Діви Марії (1865)
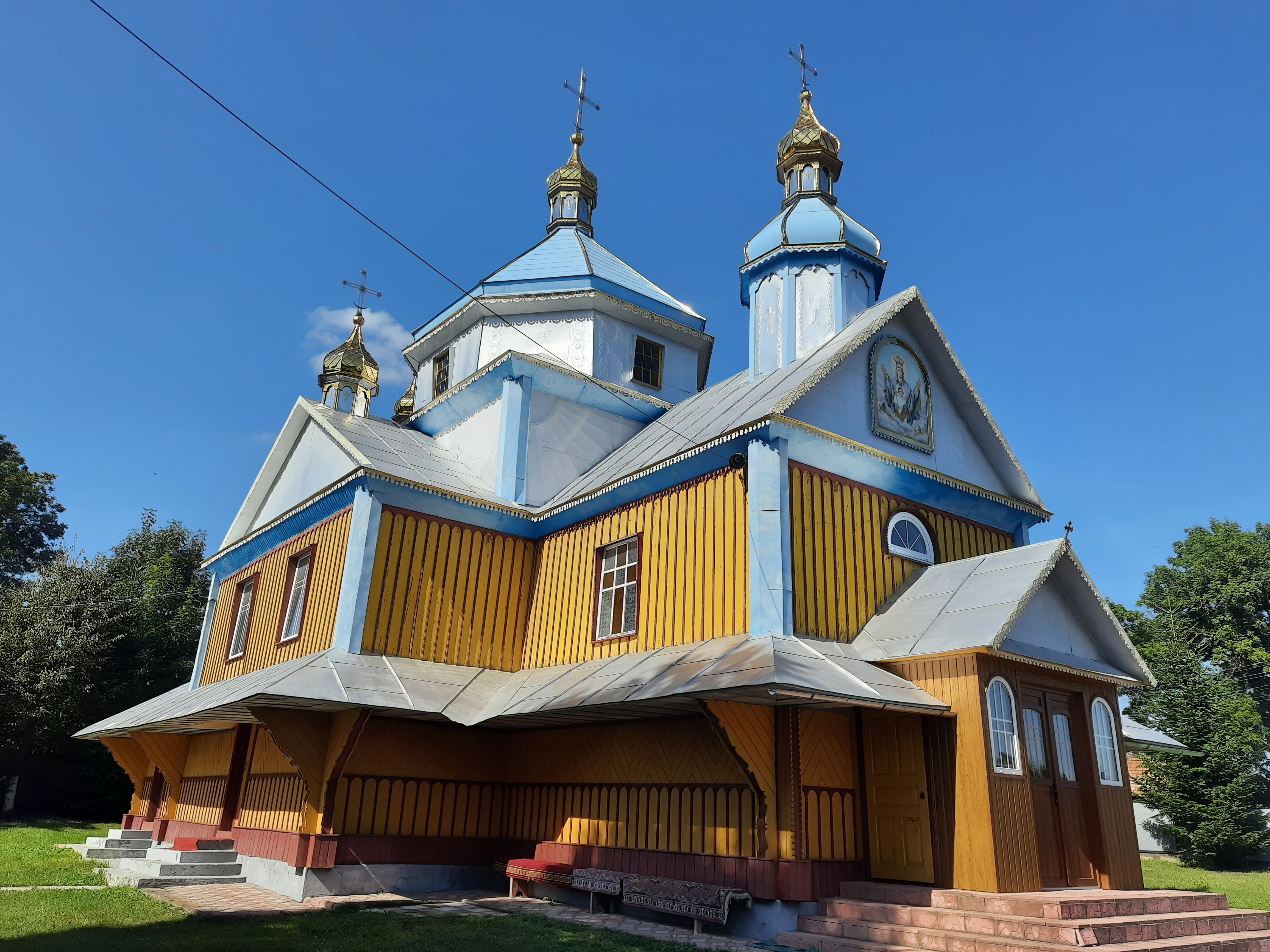
Церква Пресвятої Діви Марії
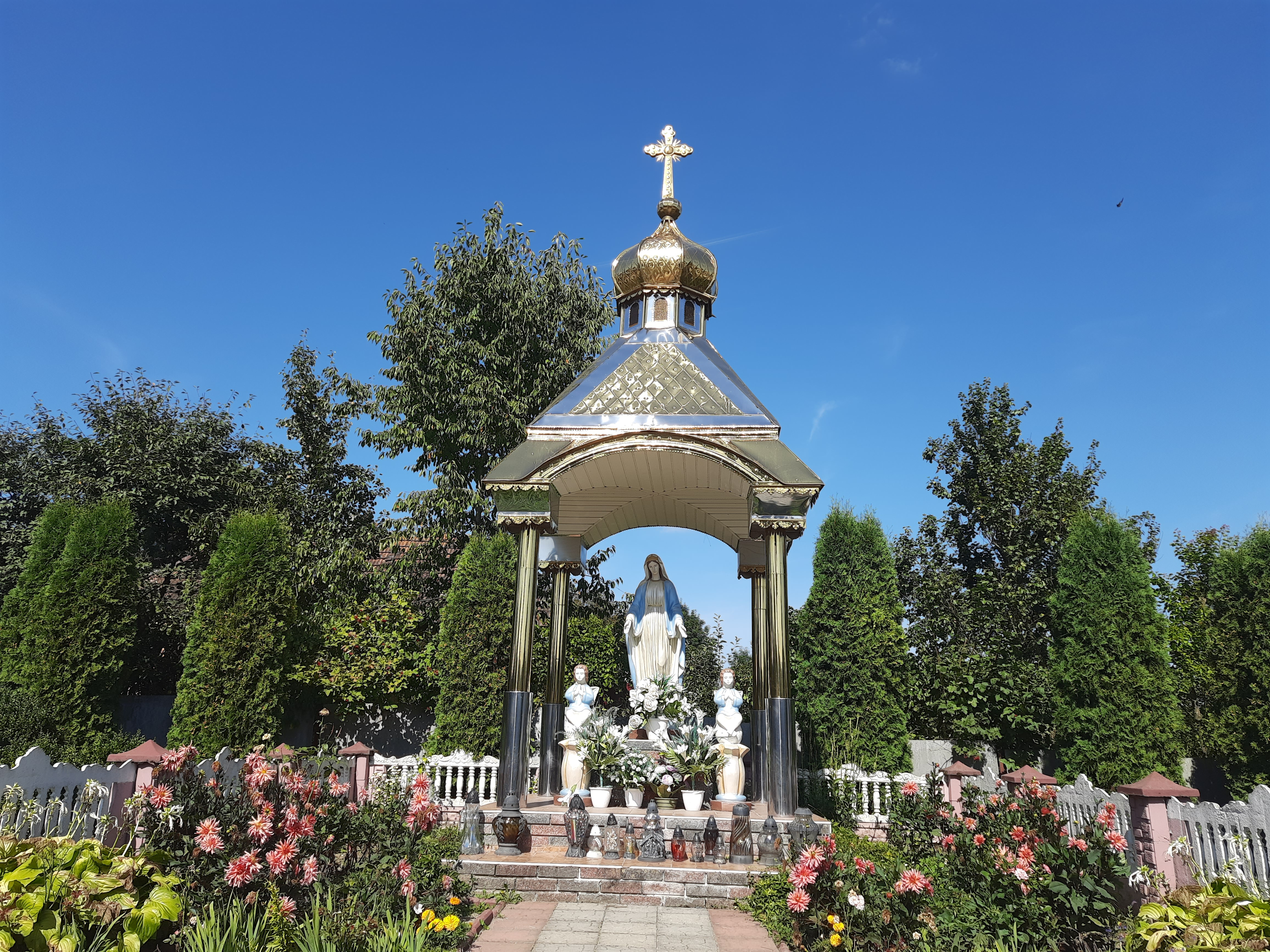
Статуя Божої Матері
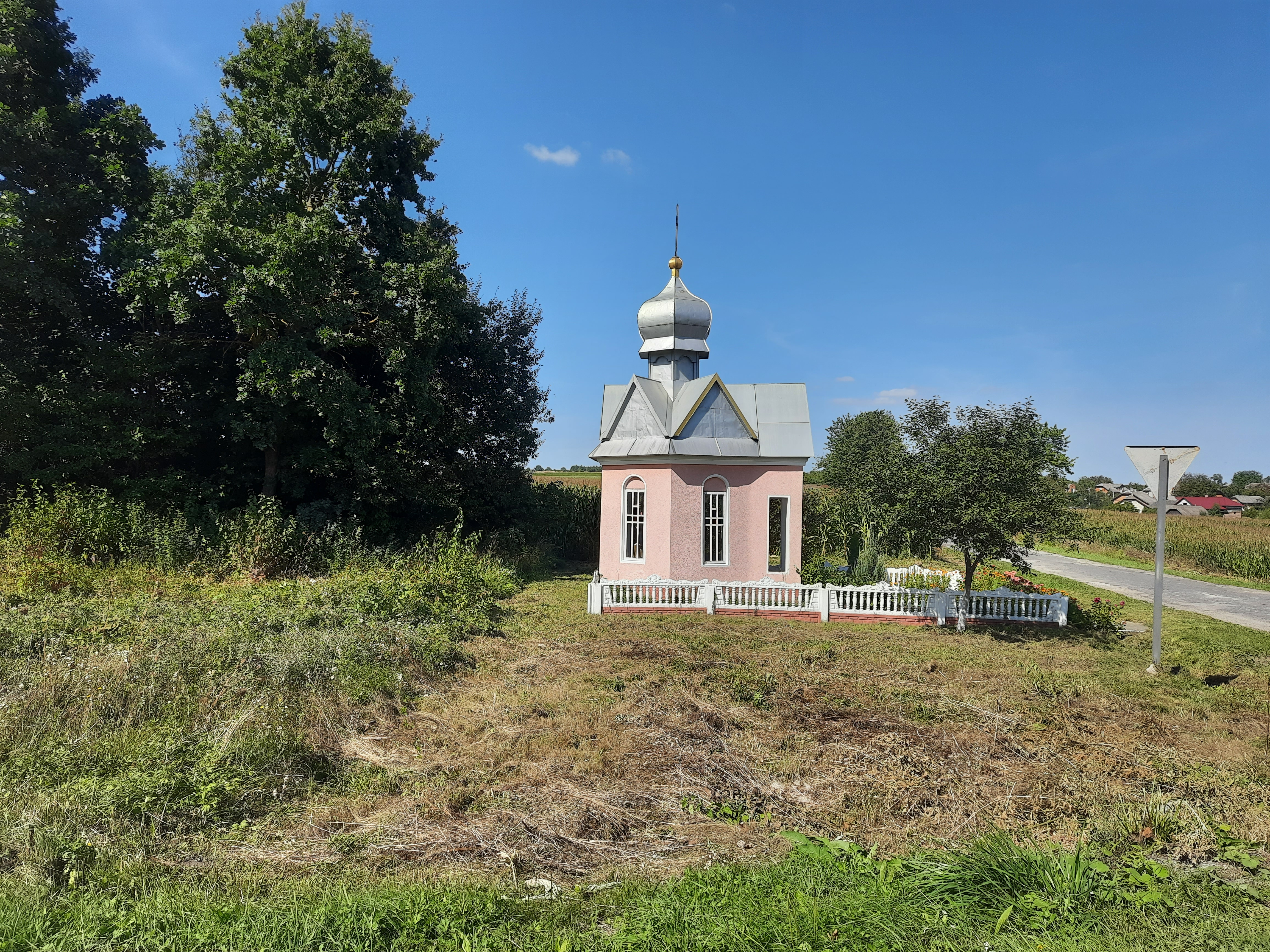
Капличка на околиці села